# أمير علي صادقي
أمير علي صادقي (بالفارسية: امیرعلی صادقی)؛ (من مواليد 9 فبراير 2001) هو لاعب كرة قدم إيراني يلعب في خط الوسط لنادي استقلال طهران في دوري المحترفين الإيراني.

## روابط خارجية
أمير علي صادقي على موقع قاعدة بيانات كرة القدم.إي يو (الإنجليزية)
- أمير علي صادقي على موقع Soccerway.com (الإنجليزية)